# Lima Aafshid
Lima Aafshid   (Afganistan, segle XX) és una poeta i escriptora afganesa, membre de l'Associació de Poesia Sher-e-daneshgah, de la Universitat de Kabul. L'any 2021 va aparèixer en la llista 100 Women que anualment publica la BBC.
En una entrevista concedida a la revista Time el 2020, va parlar sobre la necessitat que tenen les dones afganeses de publicar amb un nom de ploma i dels avantatges que ofereixen les noves tecnologies per poder compartir aquest treball a distància, per poder esquivar la repressió dels talibans.